# 扁桃腈
扁桃腈是一种有机化合物，为扁桃酸对应的腈或苯甲醛的腈醇衍生物，化学式为C8H7NO，它可由苯甲醛、亚硫酸钠和氰化钠之间的反应制得。
它受热分解出剧毒的氰化氢气体。